# Cservenka Kálmán
Cservenka Kálmán (Feketenyék, 1879. július 15. – 1943. december 30.) nagyhindi plébános, kerületi esperes, egyházi tanfelügyelő.

## Élete
Középiskoláit Pozsonyszentgyörgyön, Pozsonyban és Esztergomban végezte. Utóbbi helyen teológiát végzett. 
1902-től Dunaszentpálon, majd 1905-től Verebélyen szolgált segédlelkészként 1911-ig. 1909-ben adminisztrátor is lehetett. Ott társalapító igazgatósági tagja volt 1910-ben a Verebélyi Takarékpénztár Részvénytársaságnak, és áldozatos munkáját a sajtó is kiemelte. 1907-től tagja A Magyarországi Róm. Kath. Hittanárok és Hitoktatók Egyesületének.
1912-1943 között nagyhindi plébános. Elődje Vincze Károly volt. Még rögtön 1912-ben többedmagával (nagycétényi kerület) kiállt Vaszary Kolos hercegprímás mellett, az őt ért sajtótámadáskor. 1931-től nagycétényi esperes, mely tisztéből 1942 januárjában felmentették.
1933 végén ő temette Simor Mór nagycétényi plébánost. A két világháború között a Vándorkedv Turistaegyesület választmányi tagja, majd a helyi Levente Egyesület elnöke is lehetett.

## Művei
Az esztergomi papnevelőben 1902-ben énekek (Szent Tarcisius; Dal zeng Sion szent ormain - Hymnus XIII. Leo 25 éves pápai jubileumára) szövegét szerezte.